# Parc naturel régional des dunes côtières de Torre Canne à Torre San Leonardo
Le parc naturel régional des dunes côtières de Torre Canne à Torre San Leonardo (en italien : Parco naturale regionale Dune costiere da Torre Canne a Torre San Leonardo) est un espace naturel protégé créé dans les Pouilles en 2006 dans le nord du Salento, sur le territoire des communes de Fasano et d'Ostuni, dans la province de Brindisi,.

## Caractéristiques
Le parc présente des habitats et des milieux côtiers d'un grand intérêt naturaliste et paysager et est inclus dans le projet d'habitats prioritaires établi par la directive no. 92/43/CEE. Il présente une végétation halophile et de nombreuses dunes couvertes de garrigue méditerranéenne , notamment des genévriers (Juniperus oxycedrus et Juniperus phoenicea), du chêne vert et de garrigue à euphorbe épineuse (Euphorbia acanthothamnos). Il existe également des zones humides représentées par la rivière Grande, la rivière Piccolo et la rivière Morello qui constituent souvent une escale pour les oiseaux aquatiques migrateurs.

### Zonage
Le parc occupe la majorité du littoral ente Torre Canne et la Torre San Leonardo (it).
La loi régionale prévoit que le parc est divisé selon les zones suivantes :
- Zone 1, d'importante valeur naturaliste, paysagère et historico-culturelle,
- Zone 2, de valeur naturaliste, paysagère et/ou historico-culturelle, fortement caractérisée par la présence d'activités anthropiques.